# Ludwig Mossberg
Viktor Ingemar Ludwig Mossberg, född 11 september 1995 i Holms församling i Älvsborgs län, är en svensk moderat politiker. Sedan 1 januari 2023 är han kommunalråd och kommunstyrelsens ordförande i Melleruds kommun. Innan han blev heltidsarvoderad politiker studerade han mellan 2018 och 2022 till gymnasielärare på Högskolan Väst i Trollhättan, med huvudämnena samhällskunskap och svenska.